# Les tesmofòries
Les tesmofòries (en grec Θεσμοφοριάζουσαι 'les qui celebren les Tesmofòries', de Θεσμóφορια les festes a honor de Demèter) és una comèdia escrita per Aristòfanes. Va ser representada per primera vegada en el 411 a. C., probablement durant les Dionísies, festival en honor del déu Dionís que incloïa representacions dramàtiques. La comèdia és, essencialment, una sàtira vers l’obra d’Eurípides.

## Personatges
- Eurípides.
- Mnesíloc, amic d’Eurípides.
- Agató.
- Clístenes.
- Cor de dones ateneses.
- Eco.
- Servent.
- Magistrat.
- Oficial escita.
- Dones ateneses silencioses.

## Argument
Eurípides s'assabenta que les dones d'Atenes conspiren per a decidir el seu destí, enfadades per com les retrata en les seves tragèdies: apareixen com a boges, assassines, nimfòmanes i suïcides (fins i tot les seves protagonistes més afavorides). Utilitzen el festival de les Tesmofòries, una celebració anual dedicada a la fertilitat i a Demèter, com a tapadora per a tramar un pla que faci que Eurípides pagui per les seves injurioses paraules.
Eurípides, espantat pel que estava a punt de passar-li, cerca ajuda a la casa de l'efeminat poeta Agató. El seu pla és fer que Agató faci veure que una dona i vagi al debat de les Tesmofòries com a infiltrat per a d’aquesta manera obtenir informació i parlar en favor seu. Però, com que aquest ho refusa, el vell sogre d'Eurípides, Mnesíloc, s'ofereix a anar en lloc seu. Eurípides, en una graciosa escena, l’afaita, el vesteix amb roba de dona que Agató li havia prestat, i l’envia cap a les Tesmofòries.
A l'assemblea, les dones expressen per torns llur desgrat devers Eurípides, sobretot perquè els seus marits ja no es fien d'elles després d'haver vist les seves tragèdies. Quan és el torn de Mnesíloc, aquest diu coses encara pitjors de les dones que el seu gendre, les quals crispen molt més les dones. Just llavors arriba Clístenes per a avisar-les que Eurípides havia enviat a un home disfressat de dona infiltrat.

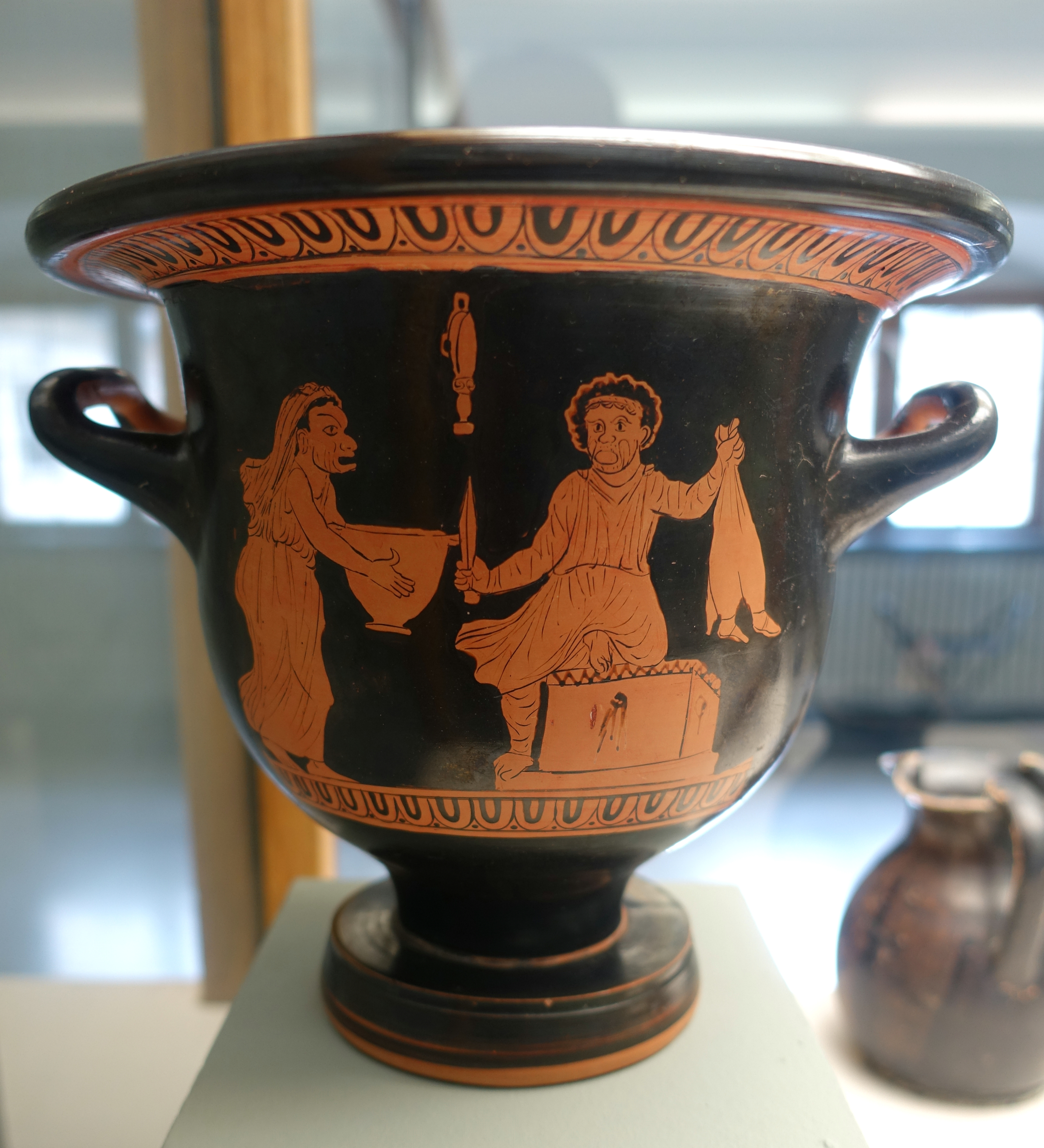
Cratera amb una escena de les Tesmofòries d’Aristòfanes, 370 aC, H 5692 - Museu Martin von Wagner- Würzburg, Alemanya- DSC05863

Les dones sospiten de Mnesíloc, assenyalant que era l'única a la qual no coneixien. Després de llevar-li la roba, descobreixen que en veritat era un home. Llavors aquest agafa una bota de vi, i fa veure que és un nadó al qual ha pres com a ostatge, la qual cosa no li serveix de res. Les dones criden les autoritats, i Mnesíloc és capturat.
Eurípides prova d’alliberar-lo distraient els guàrdies amb frases tretes de les seves tragèdies. La primera és d'Hèlena; Mnesíloc fa d'Hèlena de Troia, i Eurípides, de Menelau.
Aquesta martingala els falla, així que ara proven amb una escena d’Andròmeda. Eurípides es disfressa del llegendari heroi Perseu i apareix en escena volant enganxat en una màquina típicament usada en el teatre grec per a realitzar l'efecte deus ex machina, però també falla.
La tercera vegada que Eurípides apareix per a salvar al seu sogre, descobreixen la seva veritable identitat. Llavors, envia una ballarina i flautista per a distreure el guàrdia, i promet a les dones que mai mésno tornarà a parlar mal d'elles en les seves obres. Aconsegueix de salvar-se a si mateix i a Mnesíloc de la ira de la població femenina, i la comèdia té un final feliç.

## Traducció al català
En català, l’obra ha estat traduïda per Manuel Balasch i Recort per a la Fundació Bernat Metge.